# Aéroport international El Edén
L'aéroport international El Edén (code IATA : AXM • code OACI : SKAR) est un aéroport international situé dans la ville d'Armenia, en Colombie.

## Situation

### Carte des aéroports de Colombie
| \| 20 km1:4 119 000 \| Acandí Apartadó / Carepa Araracuara Arauca Armenia Bahía Solano Barrancabermeja Barranquilla / Soledad Bogota Bucaramanga · Lebrija Buenaventura Cali Carthagène · des Indes Corozal Cúcuta Florencia Guapi Ibagué Ipiales · Aldana La Chorrera La Pedrera Leticia Maicao Manizales Medellín Medellín O. H. Mitú Montería Neiva Nuquí Ocaña Pereira Popayán Providencia Puerto · Asís Puerto · Carreño Quibdó Riohacha San Andrés San José · del Guaviare San Juan · de Pasto San Vicente · del Caguán Santa Marta Saravena Tame Tumaco Valledupar Villavicencio Yopal |
| 20 km1:4 119 000 |

## Compagnies et destinations
| Compagnies      | Destinations                             |
| --------------- | ---------------------------------------- |
| Avianca         | Bogota-El Dorado, Medellín-J. M. Córdova |
| Avianca Express | Bogota-El Dorado                         |
| Clic            | Medellín-O Herrera (en)                  |
| Copa Airlines   | Panama-Tocumen                           |
| Spirit Airlines | Fort Lauderdale-Hollywood                |
| Wingo           | Bogota-El Dorado                         |

Édité le 08/04/2018  Actualisé le 17/12/2023

## Statistiques
Pour des raisons techniques, il est temporairement impossible d'afficher le graphique qui aurait dû être présenté ici.

Voir la requête brute et les sources sur Wikidata.